# Halina Sadura
Halina Sadura (ur. w 1933) – polska lekkoatletka, sprinterka i skoczkini w dal.
Złota medalistka zimowych mistrzostw Polski w biegu na 500 metrów (1950).

## Rekordy życiowe
- Bieg na 60 metrów – 8,4 (1950)[1]
- Bieg na 200 metrów – 28,3 (1950)[1]
- Bieg na 500 metrów – 1:25,8 (1950)[1]
- Skok w dal – 4,88 (1950)[1]